# RT-LAMP
A amplificação isotérmica mediada por alça com transcrição reversa (do inglês, Reverse transcription loop-mediated isothermal amplification, RT-LAMP) é uma técnica para a amplificação de RNA.
O método LAMP  é utilizado para detecção de patógenos, tumores e identificação de sexo de embriões, entre outras aplicações. A combinação do LAMP com uma fase de transcrição reversa permite de RNAs nas amostras. O RT-LAMP é um método de amplificação de ácido nucleico usado para diagnosticar doenças infecciosas causadas por bactérias ou vírus.
O método de PCR é capaz de gerar milhões de cópias de uma cadeia alvo de DNA. Esse processo depende de ciclos de aquecimento e resfriamento para a replicação do DNA. O RT-LAMP não requer esses ciclos e é realizado a uma temperatura constante entre 60 e 65° C. Semelhante ao RT-PCR, o RT-LAMP usa a transcriptase reversa para sintetizar DNA complementar (cDNA) a partir de seqüências de RNA. Este cDNA é então amplificado usando DNA polimerase, gerando 10^9 cópias por hora.

## Aplicações
Os vírus infectam as células hospedeiras e o RT-LAMP é usado para testar uma sequência específica desse vírus, que não é encontrada em outros vírus conhecidos.
Um exemplo do uso  RT-LAMP foi  um experimento para detectar um novo vírus  de pato. Como os sintomas desse vírus eram semelhantes para Tembusu, uma doença já identificada, a sequência nucleotídica do genoma completo desse vírus estava disponível em recursos externos. A sequência conhecida foi colocada no software de criação de primers online, LAMP Primer Explorer (http://primerexplorer.jp/e/ ), onde os primers apropriados foram projetados e selecionados. Com os iniciadores selecionados, foi realizado um ensaio de RT-LAMP para amplificar o RNA, com o qual as amostras poderiam ser visualizadas e confirmadas sob luz natural e UV.

O RT-LAMP está sendo usado para diagnósticos do vírus da COVID-19 no Brasil.

### Detecção do novo coronavírus (SARS-CoV-2) da COVID-19
Na China, em dezembro de 2019, foram identificados vários casos de pneumonia de causa desconhecida, relacionados a um mercado de frutos-do-mar na cidade de Wuhan. Essa nova doença causada por um coronavírus, SARS-CoV-2,  recebeu o nome COVID-19.
Nos primeiros meses da pandemia do novo coronavírus, os testes baseados em RT-PCR (Reação em cadeia da polimerase com transcriptase reversa) foram considerados padrão-ouro para o diagnóstico de COVID-19. Porém vários gargalos dificultam a aplicação do teste de RT-PCR em larga escala, principalmente no Brasil e nos Estados Unidos: falta de kits de coleta e de reagentes, quantidade insuficiente de equipamentos de PCR em tempo real, alto custo e prazo de entrega superior a 24 horas.
Assim como o RT-PCR, a amplificação isotérmica mediada por loop (RT-LAMP) é uma técnica de biologia molecular que consegue identificar o RNA do vírus SARS-CoV-2  em uma pessoa infectada apenas alguns dias após o início da infecção. A detecção do vírus pode ser feita a partir de amostra nasofaríngea ou de saliva.
Além do protocolo ser mais simples e rápido do que o RT-PCR, o RT-LAMP não requer o uso de aparelhos laboratoriais complexos, como termociclador em tempo real ou de reagentes em falta na pandemia.
Desde abril de 2020, vários artigos publicados por grupos de pesquisa no mundo todo mostraram a eficiência da técnica de RT-LAMP como estratégia alternativa ao RT-PCR para detecção SARS-CoV-2. O primeiro teste comercial para COVID-19 baseado em RT-LAMP foi disponibilizado em abril pelo Laboratório americano Color Genomics. O teste recebeu aprovação do agência federal americana FDA (U.S. Food and Drug Administration).  

## Testes de RT-LAMP para  COVID-19 no Brasil
Em abril de 2020, pesquisadores da Fiocruz em parceria com a empresa Visuri adaptaram o OmniLAMP, um dispositivo portátil que realiza testes moleculares por RT-LAMP, para o diagnóstico da COVID-19. A tecnologia foi inicialmente concebida em 2018 para o diagnóstico de arboviroses e em 2020 recebeu o prêmio Abril & Dasa de inovação médica, como destaque no enfrentamento à pandemia de COVID-19.
Em junho de 2020, o laboratório Mendelics desenvolveu o primeiro teste de RT-LAMP para COVID-19 na América Latina: o #PARECOVID. O teste identifica a presença do vírus SARS-CoV-2 em amostra de saliva.
Em março de 2021, a empresa Labtest obteve o registro do produto OmniLAMP SARS-CoV-2 junto à Agência Nacional de Vigilância Sanitária - ANVISA, sendo a primeira solução para o diagnóstico da COVID-19 por RT-LAMP (registro n°:10009010368). Em abril de 2021, a mesma empresa registrou o Mytest, um kit de auto-coleta de saliva que funcionam com o sistema OmniLAMP na descentralização dos testes de RT-LAMP para o diagnóstico da COVID-19.
Pesquisadores do Instituto de Biociências da Universidade de São Paulo (IB-USP) e da Universidade Federal de Goiás (UFG) estão atualmente também desenvolvendo testes para detecção em larga escala do SARS-CoV-2 baseado em RT-LAMP.
A técnica de RT-LAMP para o diagnóstico da COVID-19 é capaz de detectar as novas variantes do SARS-CoV-2 que circulam no Brasil.
Já existem iniciativas também para produzir reagentes do RT-LAMP no Brasil e assim internalizar a produção de insumos que hoje são importados.